# Eucereon fuscoirroratum
Eucereon fuscoirroratum là một loài bướm đêm thuộc phân họ Arctiinae, họ Erebidae.